# Melanolophia commotaria
Melanolophia commotaria là một loài bướm đêm trong họ Geometridae.